# Zalesice (Mazovie)
Pour les articles homonymes, voir Zalesice.
Zalesice (prononciation : [zalɛˈɕit͡sɛ]) est un village polonais de la gmina de Wierzbica dans le powiat de Radom de la voïvodie de Mazovie dans le centre-est de la Pologne.
Il se situe à environ 6 km à l'est de Wierzbica (siège de la gmina), 15 km au sud de Radom (siège du powiat) et à 106 km au sud de Varsovie (capitale de la Pologne).

## Histoire
De 1975 à 1998, le village appartenait administrativement à la voïvodie de Radom.